# 山口氏
山口氏（やまぐちし）は、日本の氏族。

## 武蔵山口氏（村山党）
武蔵山口氏（むさし やまぐちし）は、桓武平氏の流れをくむ武蔵七党の村山党から派生した支族であり、平安時代末期から戦国時代にかけて武蔵国入間郡山口（現在の埼玉県所沢市山口）を領した。なお、武蔵国には横山党から派生した山口氏もある。
武蔵国多摩郡村山（現在の東京都武蔵村山市）を領した平頼任が村山党の祖となり、その孫の家継が入間郡山口に住み山口を名乗ったのが始まりである。代々山口城に在した。
保元の乱では村山党の金子家忠・仙波家信らと共に山口六郎が源義朝に従う。
承久の乱では山口兵衛太郎が負傷を負っている。
山口高清の代に武蔵平一揆で河越氏の側につき、鎌倉公方足利氏満方の上杉憲顕に攻められ山口城は落城。
その後永徳3年（1383年）、南朝の力を得た高清の子山口高治は、祖父山口高実とともに再び兵を挙げ氏満と戦ったが敗北し、山口城に火を放ち自害して果てた。高治の子山口高忠は上杉氏に仕え、その後上杉氏が没落すると後北条氏に仕えた。
後北条氏の滅亡後、子孫の山口大善は徳川氏に仕えた。

### 一族
- 山口家継
- 山口高実
- 山口高清
- 山口高治
- 山口高忠
- 山口高広
- 山口高恒
- 山口高直
- 山口高泰
- 山口高種
- 山口高俊
- 山口高伯

### 系図
```
　
平高望

　　┃
　
平良文

　　┃
（数代略）
　　┃
　
平元宗

　　┣━━━━┓
　
野与基永
 
村山頼任

　　　　　　　┃
　　　　　　 
頼家

　　　　　　　┣━━━━┳━━━━┳━━━━┓
　　　　　 
大井家綱
　
宮寺家平
　
金子家範
　
山口家継

　　　　　　　　　　　　　　　　　　　　　　┣━━━┓
　　　　　　　　　　　　　　　　　　　　　 家俊　
仙波家信

　　　　　　　　　　　　　　　　　　　　　　┃
　　　　　　　　　　　　　　　　　　　　（数代略）
　　　　　　　　　　　　　　　　　　　　　　┃
　　　　　　　　　　　　　　　　　　　　　 
高実

　　　　　　　　　　　　　　　　　　　　　　┃
　　　　　　　　　　　　　　　　　　　　　 
高清

　　　　　　　　　　　　　　　　　　　　　　┃
　　　　　　　　　　　　　　　　　　　　　 
高治

　　　　　　　　　　　　　　　　　　　　　　┃
　　　　　　　　　　　　　　　　　　　　　 
高忠

　　　　　　　　　　　　　　　　　　　　　　┃
　　　　　　　　　　　　　　　　　　　　　 
高広

　　　　　　　　　　　　　　　　　　　　　　┃
　　　　　　　　　　　　　　　　　　　　　 
高恒

　　　　　　　　　　　　　　　　　　　　　　┃
　　　　　　　　　　　　　　　　　　　　　 
高直

　　　　　　　　　　　　　　　　　　　　　　┃
　　　　　　　　　　　　　　　　　　　　　 
高泰

　　　　　　　　　　　　　　　　　　　　　　┃
　　　　　　　　　　　　　　　　　　　　　 
高種

　　　　　　　　　　　　　　　　　　　　　　┃
　　　　　　　　　　　　　　　　　　　　　 
高俊

　　　　　　　　　　　　　　　　　　　　　　┃
　　　　　　　　　　　　　　　　　　　　　 
高伯
```

## 牛久山口氏
牛久山口氏（うしく やまぐちし）は、武家・華族だった日本の氏族。大内氏の庶流にあたり、江戸時代には常陸国牛久藩（現在の茨城県牛久市）を領する譜代大名家として続き、維新後には華族の子爵家に列した。
室町時代の守護大名大内義弘の次男・大内持盛を祖とし、任世の代に大内氏の本拠地・周防国山口から尾張国愛知郡に移り、その子盛幸の代から山口氏と称した。
盛幸の子山口重政ははじめ織田信長の家臣佐久間正勝に仕え、小牧・長久手の戦いでは信長の次男・信雄に仕え、以後徳川家康に仕えた。そして慶長5年（1600年）の関ヶ原の戦いにおける戦功により、上総国5000石、武蔵国5000石の所領を与えられ、都合1万石を領する大名となった。慶長16年（1611年）には下野国に5000石を加増されて都合1万5000石となっている。
慶長18年（1613年）1月6日に重政は姻戚関係にあった大久保忠隣に連座して改易されたが、大坂の陣における戦功により、寛永6年（1629年）に常陸国、遠江国において1万5000石の所領を改めて与えられて大名に復帰した。
2代藩主・弘隆のときの寛永12年（1635年）に弟山口重恒に5000石を分与したことで1万石余となる。また彼の代に領地が常陸国、下総国に集められ、寛文9年（1669年）に常陸牛久に陣屋を構えた（牛久藩）。その後牛久藩は、山口氏の支配で廃藩置県まで続く。最後の藩主弘達は、明治2年（1869年）6月23日に版籍奉還で牛久藩知事に任じられたのを経て、明治4年（1871年）7月15日の廃藩置県まで藩知事を務めた。
明治2年（1869年）6月17日の行政官達で公家と大名家が統合されて華族制度が誕生すると山口家も大名家として華族に列した。明治17年（1884年）7月7日の華族令の施行で華族が五爵制になると、同月8日に旧小藩知事として弘達が子爵に列せられた。弘達は学習院教授を務めるとともに貴族院の子爵議員に当選して務めた。
弘行の代に山口子爵家の邸宅は東京市渋谷区豊分町にあった。

### 一族衆
- 山口持盛（大内持盛）
  - 数代略
- 山口重俊
- 山口重勝
- 山口重政
- 山口弘隆
- 山口重貞
- 山口弘豊
- 山口弘長
- 山口弘道
- 山口弘務
- 山口弘致
- 山口弘封
- 山口弘穀
- 山口弘敞
- 山口弘達

### 系図
※ 太線は実子、細線は養子。
```
大内義弘

　 ┣━━━━━━━━━┓

大内持盛
　　　　　　　
大内持世
（
周防大内氏
）
　 ┃

大内教幸

　 ┃
　
任世

　 ┣━━━━━━━━━┓
　
盛幸
　　　　　　　　
教仲

　 ┣━━━━━━┓　　┣━━━┓
　
盛重
　　　　　
安盛
　
盛仲
　　
教房

　 ┣━━━┓　　┃　　┃　　　┃
　
盛政
　　
重俊
　
宗可
　
仲政
　　
教継

　 ┃　　　┃　　┃　　　　　　┃
　
重政
　　
重勝
　
盛昌
　　　　　
教吉

　　　　　 ｜
　　　　　
重政

　 ┏━━━╋━━━┳━━━┓
　
重信
　　
重長
　　
弘隆
　　
重恒

　　　　　　　 　　┣━━━┓
　　　　　　　　　
重貞
　　
重治

　　　　　　　　　 ｜　　　┃
　　　　　　　　　
弘豊
　　
弘豊

　　　　　　　　　 ├━━━┳━━━┓
　　　　　　　　　
弘長
　　
弘倉
　　
弘道

　　　　　　　　　 ｜
　　　　　　　　　
弘道

　　　　　　　　　 ├━━━┓
　　　　　　　　　
弘務
　　
弘致

　　　　　　　　　 ┣━━━┳━━━┓
　　　　　　　　　
弘封
　　
弘穀
　　
弘敞

　　　　　　　　　 ｜
　　　　　　　　　
弘穀

　　　　　　　　　 ｜
　　　　　　　　　
弘敞

　　　　　　　　　 ┃
　　　　　　　　　
弘達
```

## 相模山口氏（三浦党）
相模山口氏（さがみやまぐちし）は、桓武平氏の流れをくむ三浦一族から派生した支族であり、平安時代末期から鎌倉時代にかけて相模国三浦郡山口（現在の葉山町上山口、下山口）を領した。三浦義澄の次男有綱（次郎有綱、兵衛尉有綱とある。系図によっては有継と表記）より始まる。吾妻鏡によれば、源頼朝に従い東大寺大仏供養（建久6年3月9日）の時に上洛とある。

## 尾張山口氏
尾張山口氏（おわり やまぐちし）は、戦国時代の守護大名・大内義隆の末裔に当たる。毛利氏の手前、大内姓を名乗れず、大内氏の本拠地・周防国山口の地名をとって、山口氏と称した。(大内義隆帯刀脇差稲沢市山口氏分家保存)

## 赤井氏庶流山口氏
赤井時家の四男山口直之が赤井氏から独立し、信濃国山口（現・岐阜県中津川市山口）を領して興した家系。直之嫡子山口直友が徳川幕府旗本となり、直友の弟直行は、島津氏に仕える。
1. 山口直之
2. 山口直友
3. 山口直治 - 甲府藩家老。
4. 山口直矩 - 甲府藩家老。
5. 山口直安 - 甲府藩主徳川綱豊に仕え、綱豊が将軍家宣になるのに従い、江戸に入り旗本寄合（知行3000石）となる。
6. 山口直郷 - 一橋家家老。
7. 山口直承
8. 山口直清 - 養子、宇和島藩第5代藩主伊達村候次男。日光奉行、大坂町奉行などを歴任。
9. 山口直勝 - 伊達宗城・宗孝の実父。
10. 山口直信 - 大目付・勘定奉行などを歴任。伊達宗敬の実父。
11. 山口直衛 - 養子、旗本佐野茂好の子

## 宇治田原山口氏
山城国宇治田原城城主であった山口秀景（甚介、諱は長政とも）の系統。秀景の子山口宗永は豊臣政権の奉行人として活躍し、加賀国大聖寺城城主となったが、関ヶ原の戦いの加賀戦線において敗死した。子孫は松江藩に仕え、経済官僚の山口宗義、建築家の山口半六、物理学者の山口鋭之助兄弟はその末裔である。鋭之助の子は海軍提督の山口多聞である。
秀景の婿養子山口光広は江戸幕府に仕え、旗本となっている。

## 古代氏族の山口氏
神護景雲元年（767年）に、武内宿禰流波多氏の一族の山口犬養という人物が山口朝臣姓を与えられている（『続日本紀』）。その後、山口朝臣春方、岑世、連松の名が見える。
坂上氏の後裔である山口直からは、忌寸姓の山口氏や朝臣姓山口氏が輩出されている。山口忌寸からは平安時代には山口西成などが出ている。